# Alois Skoták
Alois Skoták (30. března 1886 Blansko – 5. června 1918 u Lipjag) byl český voják rakousko-uherské armády, československý legionář v Rusku a posléze příslušník jednotek tzv. internacionalistů v Rudé armády. Jakožto člen internacionalistického 1. československého revolučního pluku a komunistický funkcionář byl nedlouho po bitvě u Lipjag spolu s dalšími dvěma spolubojovníky bez soudu oběšen davem čs. legionářů. 

## Život

### Mládí
Narodil se v domě č. p. 49 v Blansku na jižní Moravě v nemajetné rodině sedláře Vincenta Skotáka a jeho ženy Marie, rozené Hlaváčkové. Vyučil se roku 1900 soustružníkem v závodě Strojírenské akciové společnosti ve Žlebu u Blanska. Následně pracoval v několika podnicích včetně továrny v rakouském Štýrsku. Jakožto hluboce levicově smýšlející člověk začal být politicky aktivní, sympatizoval se sociální demokracií, posléze aktivně přispíval do levicového periodika Rovnost. Byl také cvičencem a funkcionářem Dělnické tělovýchovné jednoty. Účastnil se rovněž politických setkání či stávek, byl mj. spolupracovníkem moravského sociálního demokrata Josefa Hybeše či Josefa Stařeckého. Zřekl se katolické víry a hájil antiklerikální postoje. Za své politické aktivity byl ze strany zaměstnavatelů opakovaně perzekvován.

### První světová válka
Roku 1916 narukoval do rakousko-uherské armády, kde byl zařazen k 17. polnímu batalionu polních myslivců. Odtud se se svou jednotkou přesunul na bojiště východní fronty v Haliči, kde již v červenci 1916 zběhl do ruského zajetí. Po několikaměsíčním pobytu v zajateckém táboře Svatošin u Kyjeva se následně ještě roku 1916 dobrovolně přihlásil do nově vytvářených jednotek československých legií v Rusku: nábor českých a slovenských zajatců pak v masové míře povolila ruská prozatímní vláda až po bitvě u Zborova v srpnu 1917. Zde byl zařazen k dělostřeleckému pluku. Zároveň se zde opět věnoval politické činnosti a stál u zrodu legionářské sociálně-demokratické buňky. 

### V Rudé armádě
V listopadu 1917 proběhl v Ruském impériu socialistický převrat a vládu nad zemí přebrala komunistická vláda v Moskvě. V březnu 1918 pak uzavřela se Spolkem separátního mír v Brestu-Litevském a plnou měrou se rozhořela ruská občanská válka. Skoták, který na rozdíl od vedení legií spolupracujících s bělogvardějskou státní mocí s novou vládou souzněl, pak po zhoršující se situaci mezi bolševickou vládou a legiemi v dubnu 1918 z legií zběhl. V Penze pak vstoupil do řad nově vytvořeného internacionálního pluku zformovaného v Penze, nazvaného 1. čs. revoluční pluk. Zapojil se rovněž do komunistických politických struktur v jednotce.
Dne 29. května 1918 došlo i v rámci tzv. bitvy o Penzu k převzetí kontroly nad městem čs. legiemi. V bojích přitom opakovaně došlo k bratrovražedným střetům mezi Čechy a Slováky na obou stranách fronty. Skoták byl spolu s dalšími českými, slovenskými, maďarskými či rakouskými internacionalisty zajat a následně v zajateckém vlaku transportován směrem k Samaře. Po vítězství legionářů nad bolševiky 4. června v bitvě u Lipjag byli Alois Skoták, Ludvík Otčenášek a Josef Pospíšil jakožto vlastizrádci 5. června 1918 bez soudu popraveni oběšením v okolí městečka Lipjagy, nedaleko břehů řeky Volhy. Alois Skoták zemřel ve věku 32 let. 

### Po smrti
V prvorepublikovém Československu byla jeho osobnost nahlížena jakožto problematická a vlastizrádná a dobová historiografie Skotáka a další legionáři popravené internacionalisty téměř nezmiňuje. Jeho památku začal připomínat komunistický režim v Československu: roku 1950 byla na jeho rodném domě č. 49 (Zdíkova 2) v Blansku odhalena pamětní deska, roku 1982 pak historik Vladimír Polák sepsal titul Alois Skoták, voják revoluce, obsahově i formálně poplatný době svého vzniku.  